# 바렌 사건

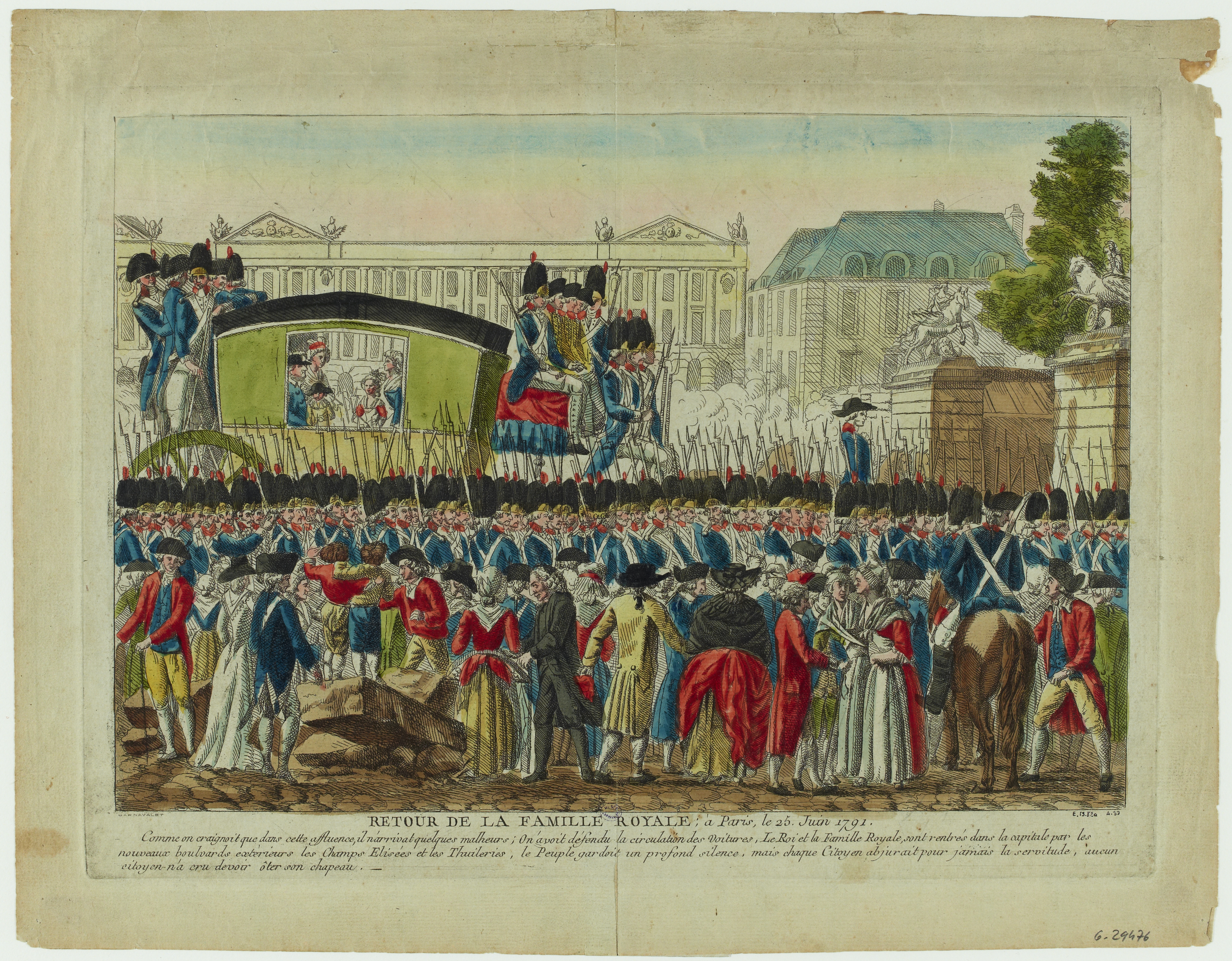
바렌에서 잡혀 돌아온 국왕일가

바렌 도주(Flight to Varennes, La fuite à Varennes)는 1791년 6월 20일 ~ 22일, 프랑스 혁명기에 일어난 국왕 루이 16세 일가의 파리 도주와 체포 사건이다. 바렌은 체포된 장소의 지명으로, 바렌 국왕 일가 도망 사건이라고도 한다. 엄밀하게는 국외를 목표로 하고 있었던 것은 아니지만, 망명 미수 사건은 당시 사람들에게 충격을 가져다 주었다. 결과적으로 프랑스의 국왕의 권위는 실추되었고, 공화파가 전면에 등장하고 입헌군주제는 몰락하였다. 

## 배경
프랑스 혁명의 미래를 우려하고 있던 개명파 귀족들, 특히 입헌왕정파의 미라보는 국왕이 파리를 탈출, 급진적인 파리 민중의 영향 하에 있는 의회를 해산하고, 지역의 지지를 배경으로 국왕의 직접 통치를 실시해야한다고 진언했지만, 루이 16세 본인은 “왕은 국민으로부터 도망가서는 안된다”며 완강히 반대하여 실현되지 않았다. 여기에는 시월 행진 이후 국왕이 그 수호자가 될 것을 맹세했던 라파예트를 신뢰하고 있었던 것도 한 원인으로, 그는 미라보의 정적이었다. 그러나 혁명의 진전과 함께 라파예트 권력은 갈수록 약해졌고, 약속이 휴지 조각이 되어 개혁을 통해 각종 권한이 박탈되었기 때문에 국왕의 불만은 커져갔다.
1790년 10월 20일, 내각 비난 결의와 새 총리 임명에 대한 라파예트의 표리 있는 태도에 루이 16세는 격노했고, 헌법에 규정된 자유임면권조차 보장받지 못하자 그를 단념하고, 과감히 반혁명으로 전환하기로 했다.

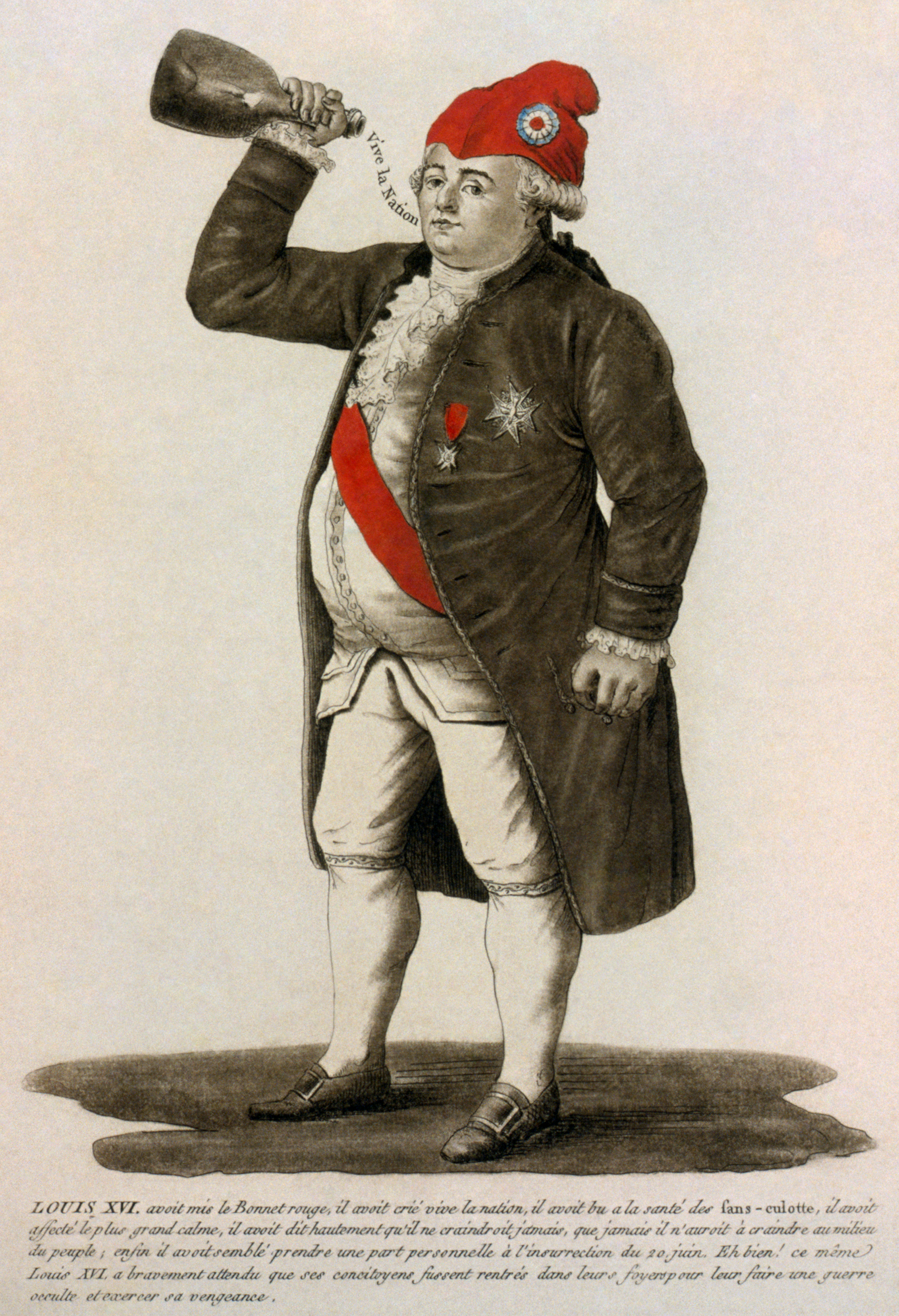
혁명을 강요당하는 루이 16세의 풍자

국왕은 즉시 왕당파와 이다 파미엘 다그 주교와 브르트이유 남작을 불러와 왕을 대신하여 외국과의 협상 전권을 비밀리에 부여했다. 12월 27일, 성직자에게 혁명법 선서를 강제하게 하는 법률에 서명을 강요당하자 본의가 아닌 왕은 “이런 꼴로 프랑스 왕으로 남는다면, 메스 시의 왕으로 남는 게 낫다. 하지만, 이제 곧 이것도 끝난다”며 어떤 계획이 있음을 넌지시 내비쳤다.
루이 16세는 동생인 아르투아 백작과 망명 귀족의 지방 반란 봉기 선동 등에 찬성하지 않고, 그들의 어리석음을 비난했지만, 한편으로는 브르트이유 남작이 필사적으로 외국을 설득하며 결성하려고 한 신성왕정 연맹에 대해서는 은근히 기대하고 있었다. 그러나 구체적인 지원을 약속한 이는 왕권신수설을 믿는 스웨덴 국왕 구스타프 3세 뿐이었고, 영국은 식민지의 양도 등을 조건으로 중립을 약속했지만, 교황의 종교적 지원은 별 효과가 없었다. 특히 타격이 큰 것은 왕비 마리 앙트와네트의 오빠인 신성로마제국 황제 레오폴트 2세가 폴란드와 오스만 제국의 입장을 감안하여 계획에 회의적인 태도를 취한 것이었다. 그는 핑계를 대며 협상을 지연했고, 이렇게 8개월을 질질 끌었기 때문에 12월에 마라의 《인민의 벗》 신문 등의 파리 혁명파 신문이 국왕 측의 불온한 음모 기색을 눈치챘고, 1791년 1월 30일에는 뒤부아 쿠란세가 국왕의 계획을 자코뱅파에게 폭로했다.
국왕이 도망친다는 소문은 계획이 사실이었던 만큼 심각한 것이었다. 의회는 국경 경비를 강화하고, 왕족의 감시도 강화했다. 그러나 루이 16세는 반가톨릭적인 법률이 있었던 적도 있지만, 앞서 이모 벌인 마리 아들레이드 왕녀(수녀)과 빅투아르 왕녀를 출국시켜 로마로 보냈다. 나라를 떠난 사건은 바로 문제가 되었고, 그녀들은 도중에 두 번이나 잡혔다. 이것은 다만 ‘망명금지법’을 의회에서 심의하고 있던 시기의 사건이었지만, 미라보의 인권을 옹호하는 입장으로 인해 이 법안은 받아들여지지 않았으며, 의회는 특별령을 내려 출국을 허용했다. 그러나 다른 한편 의회는 “왕의 도망은 퇴위로 간주한다”고 경고하면서 왕비가 주프랑스 오스트리아 대사 메르 아르젠토 백작과 주고받던 편지를 조사했고, 그 온당하지 못한 내용을 문제 삼아 섭정직에서 여성을 배제하는 법안을 통과시켰다.
1791년 4월 2일, 미라보가 급사했다. 미라보는 이미 국왕이 유일하게 신뢰하고 있던 인물이었기 때문에 국왕은 면종복배의 태도를 취해 후임자를 아무도 신뢰하지 않았고, 왕비의 국왕에 대한 영향력이 증가했다. 삼두파나 앙투안 바르나브가 부르주아적인 정책을 추진하면, 의회와 민중과 알력이 커져서 국왕은 반혁명의 호기가 올 것이라고 생각했지만, 레오폴드 2세와 교섭은 전혀 진행되지 않았다.
그런데 4월 18일 사건이 일어났다. 이날 국왕 일가는 부활절 미사를 위해 생 클루 궁전에 행차하려고 했지만 민중은 이것을 국왕이 도망하는 것으로 믿고, 튈르리 궁전의 문을 막아 마차의 진행을 방해했다. 라파예트는 군중을 해산시키지 못했고, 국왕 일가를 지켜야 할 국민 위병대도, 행차 중단을 발표할 때까지 간섭을 멈추지 않았다. 마리 앙트와네트는 “이제 우리가 자유롭지 않다는 것을 인정하지 않을 수 없을 것입니다”라고 말했으며, 국왕 일가는 자신들이 실제로는 포로임을 확인했다. 처음에는 내켜하지 않았던 루이 16세도 심각하게 탈출 계획에 귀를 기울이게 되었다.

## 계획
적극적인 계획을 펼쳤던 사람은 국왕에게 강한 영향력을 가지고 있었던 마리 앙투아네트 왕비였다. 마리 앙투아네트는 모국 오스트리아로 망명을 계획하고 있었다. 당시 프랑스 국외 망명 귀족이 많았고, 당시에는 망명 자체를 처벌하는 법도 없었기 때문에 변장을 해서 그렇게 보이게 하는 것이 가능했다. 마리 앙투아네트는 메르시 대사를 통해 비밀 편지로 본국과 연락을 취했다. 망명이 성공하면 친가는 물론이고, 친족이 있는 외국의 무력에 도움을 받아 프랑스 혁명을 진압하려고 하였다. 그러나 정작 레오폴드 2세는 루이 16세가 요청한 1,500만 리불의 차관을 거부하고 마지못해 군대를 보내는 조건으로 국왕 일가가 파리를 탈출한 뒤 헌법을 부정하는 성명서를 발표하도록 했다. 이 때문에 루이 16세는 “파리 도주 국왕 선언문”을 작성하여 성공하면 발표할 예정이었다. 이것은 파리 탈출 경위를 설명하는 것으로, 국회의 헌법 위반을 비난하는 내용이었다. 도주 자금은 은행에서 빚을 내었다.
마리 앙투아네트의 주도 하에 계획을 세운 것은 여러 가지 문제가 있었다. 먼저 계획의 중심 인물이 왕비의 애인으로 소문난 스웨덴의 귀족 한스 악셀 폰 페르센이었다. 그에게 협력한 이는 슈아죌 대령과 왕실학자 고그라는 국왕과 왕비에게 충성을 맹세한 개인과 몇 명의 근위대를 빼고는 국내에서 활동하고 있던 왕당파와의 연계는 거의 이뤄지지 않았다.

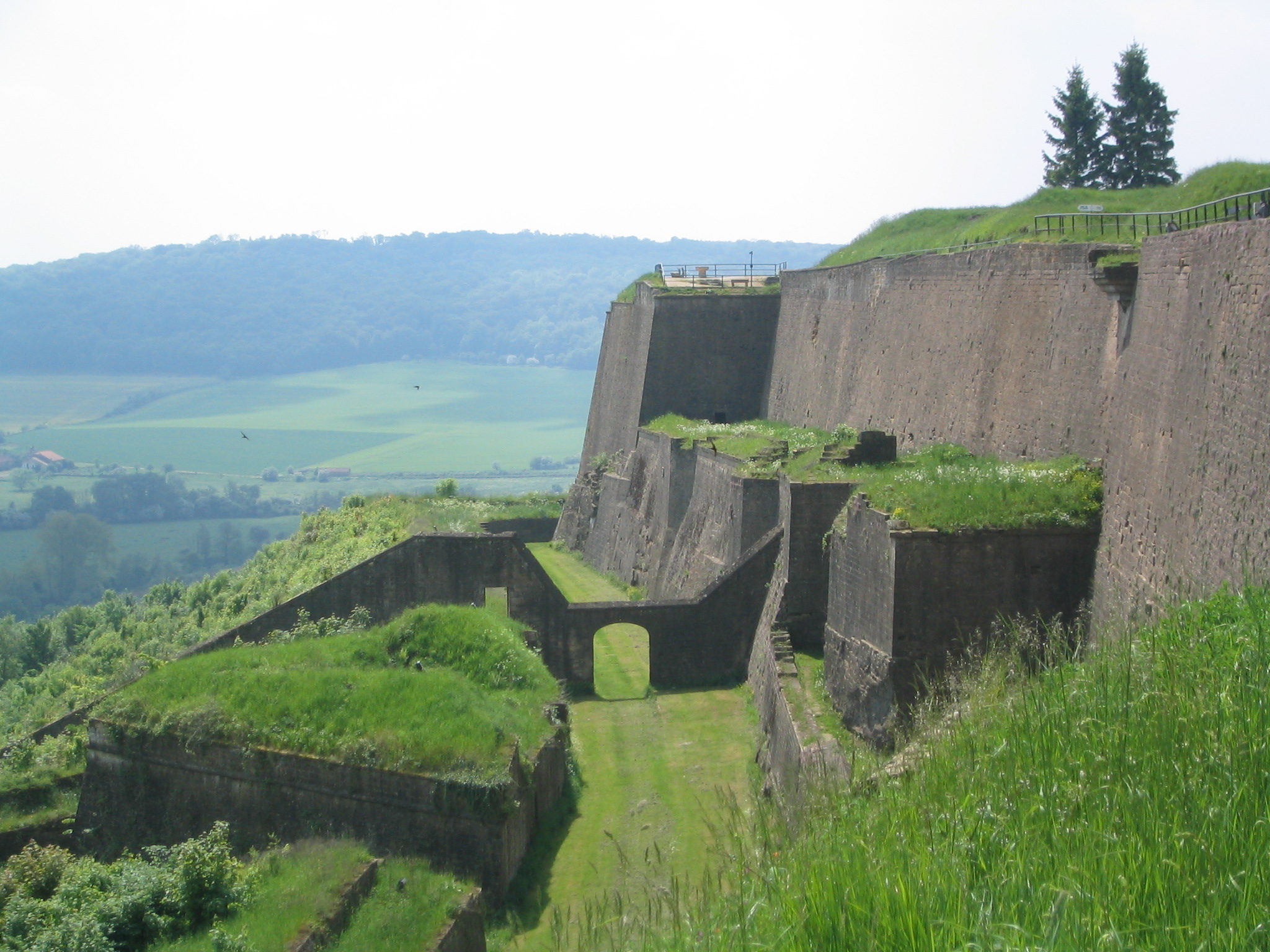
목적지였던 몽메디 요새

국경 지대 군대를 맡고 있던 부이예 후작은 중요한 역할을 맡게 되었지만, 이 계획에 외국인이 참여하는 것을 처음부터 강하게 우려했다. 페르센은 루이 16세의 신하조차 아니었기 때문이다. 그러나 페르센은 왕비에게 신뢰를 주고자 국왕 일가의 도피 비용으로 천문학적인 비용을 제공했다. 페르센의 다른 애인인 엘레오느르 슈리반이 자금의 일부를 유용하게 해주었고, 이두마차와 신분증을 준비했다. 한편, 마리 앙투아네트의 무리한 주장으로 마차는 8두마차와 베를린형 대형 사륜마차를 새로 주문하여, 인테리어를 화려하게 맞추고, 아름다운 복장을 준비하는 등의 시간 낭비로 탈출은 당초 예정보다 1개월 이상 늦어졌다.
또한 왕비가 주장하는 망명 자체도 어려움이 있었다. 실행을 담당한 부이예 후작은 반역 혐의를 추궁당할 가능성이 높았기 때문에 국왕의 서명 명령서를 요구하는 등 반발했다. 루이 16세는 국외로 도피라는 불명예를 두려워하여 계획의 변경을 요구하고, 경로를 프랑스 영내만을 통과하는 것으로 바꾸었다. 그러나 이것은 부이예가 처음 제안했던 여정보다 더 위험한 것이었다. 그리하여 최종 목적지는 프랑스 측의 국경 도시인 몽메디 요새로 정해졌다. 여기에 국외 망명 귀족을 불러 합류할 예정이었다. 이 계획대로라면 실제로 망명은 아니었던 것이다. 벨기에 국경에 집결해 있던 오스트리아군의 협력이 필요하기는 했지만 국왕은 어디까지나 국내에 머물 생각이었던 것이다.
6월 19일에 계획은 실행할 예정이었지만, 직전까지 마리 앙투아네트에 의해 좌우되었다. 모든 준비가 끝났지만, 그가 혁명파라고 생각했던 몸종이 비번이 되는 다음 날까지 하루 연기하려 한 것이다. 한편, 부이예는 가도에 기마병을 기병 부대를 배치하여 경호를 하려고 준비하고 있었지만, 그들이 왕당파는 아니었기 때문에 병사에게는 임무의 내용을 알리지 않았다. 지휘관인 슈와죌은 가뜩이나 비밀 유지에 고심하고 있었지만, 계획이 갑자기 변경되자 부대는 우왕좌왕할 수 밖에 없었고, 계획은 실행 전부터 위태롭게 되었다.

## 실패

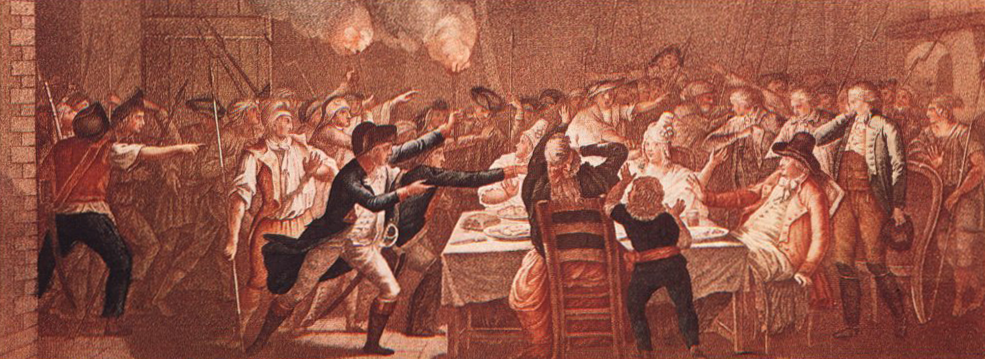
루이 까페의 체포, (1804년 작）

1791년 6월 20일 (월요일) 자정, 루이 16세와 왕비, 왕자와 공주는 각각 변장을 하고 따로 튈르리 궁전을 빠져 나왔다. 0시에 출발 예정이었지만, 국왕을 감시하고 있었던 라파예트가 예정에 없이 나갔기 때문에 결국 국왕이 궁전을 나온 것은 1시가 지나서였다. 일행은 러시아 귀족 코르푸 후작 부인 행세를 했고, 근위대인 마르덴의 안내로 이두마차를 타고 누구의 제지도 받지 않고 궁궐을 나갔다. 왕자와 공주는 무도회 간다고 말했기 때문에 놀란 것이다. 한편, 호위를 맡은 슈와죌과 고그라는 이미 10시간 전에 엽기병을 데리고 파리를 나와 있었다.
여권에 적힌 일행의 인원수는 6명이었고, 코르푸 후작 부인 역에는 왕자들의 보모였던 투르젤 공작 부인이 맡았고, 그 아이는 왕세자 루이 샤를과 공주 마리 테레즈 역이었다. 여행 시종으로 왕의 여동생 엘리자베스가, 루이 16세는 듀란이라는 하인을 맡았고, 마리 앙트와네트는 마담 로슈라는 시녀로 분장하고 있었다. 마차의 마부는 변장한 페르센이었다.
우선 클리 시에 있는 설리번 부인의 저택에 도착하여, 여기서 준비하고 있던 대형 베를린 마차로 갈아탔다. 또한 두 사람의 수행원이 차 뒤에 탔다. 페르센은 스스로 고삐를 쥐고 마차를 몰았고, 우회하면서 2대의 마차는 북쪽으로 향했다. 벌써 새벽 2시 반을 지나고 있었다.
다음 날인 6월 21일 오전 6시에 시녀들이 국왕 일가가 없어진 것을 알렸기 때문에, 그들은 4시간의 유예도 없었다. 긴급한 것을 깨달은 라파예트는 국민 의회와 시청에 대포를 세발 쏘게 하고 경보를 발령하여, 파리의 경계 태세를 강화했다. 재빨리 수색대가 조직되고, 분노한 군중은 즉시 궁전으로 들어와 루이 16세의 흉상을 부수고, 퇴위를 요구하는 등 분노를 쏟아냈다. 대포 소리는 도피 중인 마차 안의 국왕의 귀에도 들렸다. 이에 왕은 몇 통의 유서를 썼다가, 잠시 후에 추격대가 오고 있지 않다는 것을 알자 안도를 하면서 빠져 나갔다. 파리 교외의 본디까지 온 루이 16세는 페르센에게 더 이상 참석하지 말라고 명령했다. 왕비와 너무 가까운 외국인을 데려갈 수 없었기 때문이다. 페르센은 왕비에게 작별하고 떠났다.
그 무렵, 슈아죌은 40명의 엽기병을 이끌고 샤론 마을 근처의 퐁 드 솔 베일 다리에서 기다리고 있었지만, 국왕의 마차는 도착하지 않았다. 주민들의 눈에 노출되자, 점점 불안해진 슈아죌은 부대를 분산시켜 가도에서 숨겼다. 국왕의 마차는 은식기와 와인 8통, 요리 벽난로 2개 등 필요한 제품을 잔뜩 실어 느린 속도로 가고 있었다. 국왕 일행이 샤론에 도착한 것은 오후 4시였다. 변장한 국왕 일행은 방심하고 있었고, 이곳에서 우아하게 식사를 하고, 화려한 마차와 짐을 사람들에게 보여주면서 유유히 사라졌다. 그러나 곧 시내에 왕실 인물들이 통과했다는 소문이 퍼졌다. 퐁 드 솔 베일에서 국왕은 첫 호위를 만날 수 있다고 생각했지만, 슈아죌의 어리석은 판단으로 길이 엇갈렸다. 다음 생트므누 마을에서도 다른 용기병 부대가 기다리기로 했기 때문에 국왕은 2시간 더 가서 그곳에서 만나기를 기대했다.

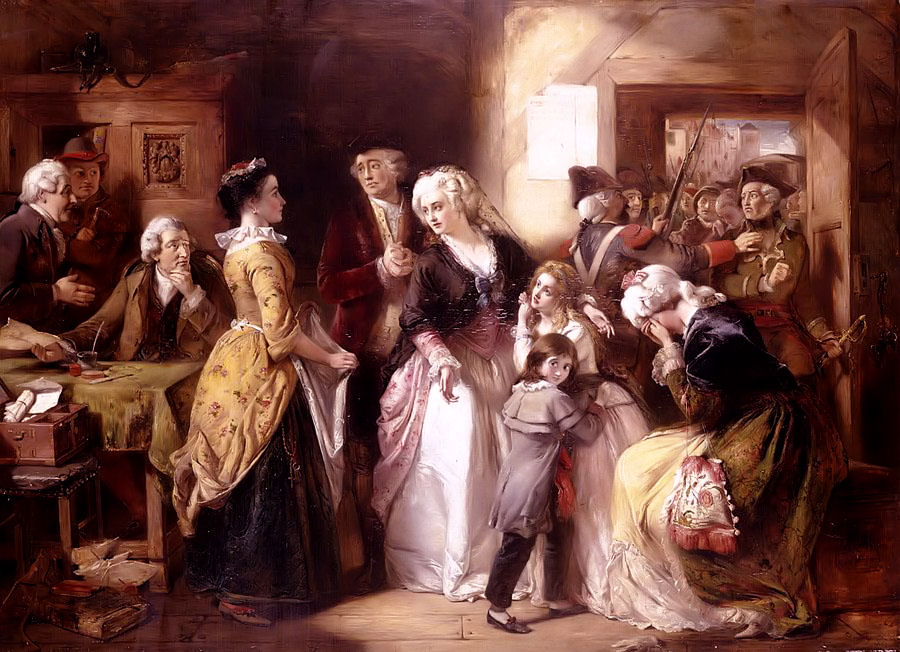
잡혀서 비탄에 빠진 앙트와네트 왕비

그러나 생트므누도 의심스러운 부대를 경계한 300명의 지역 무장 국민방위대가 모여 있었기에 충돌을 우려한 지휘관 단드윈 대위는 해산을 명령했고, 용기병의 상당수는 많은 주민과 함께 술에 취해 있었다. 이곳에서도 국왕은 호위대와 합류하지 못했지만 단드윈 대위는 국왕의 마차에 다가가 인사하였다. 하필 그 광경을 더위를 피해 나와 있던 역장인 드루에가 보고 있었다. 그는 대위와 용기병이 마차 안 하인과 시녀에게 공손히 인사하는 것을 의아하게 생각했다. 왕실 일가가 샤론을 통과했다는 소문이 누출되었기 때문에, 깜짝 놀란 드루에는 지구 관청에 달려가 서기에게 압사니어 지폐를 받아 인쇄된 초상화를 보며 일행 중에 국왕이 있었음을 알아본다. 그들은 말을 타고 마차를 쫓아가 도로를 우회하여 앞질러 갔다.
클레르몽 탕 아르곤 마을에서 국왕은 결국 용기병 호위부대와 합류할 수 있었지만, 국왕의 도주는 이미 이 마을에서도 큰 뉴스가 되어 소동이 있었다. 도시의 당국자는 일행을 수상히 여겼지만, 코르푸 후작 부인의 여권을 가진 국왕의 마차를 중지시킬 권한이 없었기 때문에, 그냥 보내기로 결정했다. 그러나 의심스러운 부대의 수행은 금지하였다. 다시 호위와 갈라진 국왕의 마차가 바렌에 도착했을 때, 드루에 일행이 먼저 도착하여 많은 군중과 함께 기다리고 있었다.
바렌 마을에서는 부이예의 아들과 연락 장교 두 명이 기다리고 있었지만, 그들은 기다리다 지쳐 있었다. 다리 건너에는 준비해둔 마차가 기다리고 있었으며, 여기서 말을 바꿔 타고 갈 경우 몽메디까지 얼마 되지 않는 거리였다. 드루에는 경종을 울려(그에게 그런 권한은 없었지만) 어떻게든 망명을 저지하기 위해 다리에 바리케이트를 만들어 봉쇄하고 있었다. 소란에 눈을 뜬 부이예의 아들은 발각되었다고 생각하고 도망갔다. 드루에에게 “만류하지 않으면 반역이다”라고 위협했던 촌장은 여권을 검사하여 "좋다"고 허가를 해주었지만, 이미 여행을 계속하기에는 늦었기 때문에 잠시 쉬어 가라고 조언했다. 마차는 군중에게 포위되어 꼼짝하지 못했기 때문에, 시간을 끌면 부이예나 슈아죌의 부대가 구하러 올 것이라고 기대하고 있었던 국왕은 이 제안을 받아들였다. 24시간의 도피행각으로 그들도 피곤했다. “소스”라는 식료품점의 이층에 방이 마련되어 간이침대와 빈약한 식사가 나왔다.
한밤중에 엽기병을 데리고 급히 도착한 슈아죌은 군중을 헤치고 식료품점 2층으로 뛰어 올라왔다. 빨리 혈로를 열고 탈출하자고 했지만, 밖에서 수만 명의 군중이 모여 있었고, 무장한 국민방위대도 있었다. 대다수는 단지 구경꾼으로 모든 이들이 국왕에게 적개심을 가지고 있지는 않았지만, 그렇다고 해서 무사통과도 보장되지 않았다. 여자 아이를 데리고 강행 돌파가 어렵다고 망설하고 있는 동안 아침이 왔다.

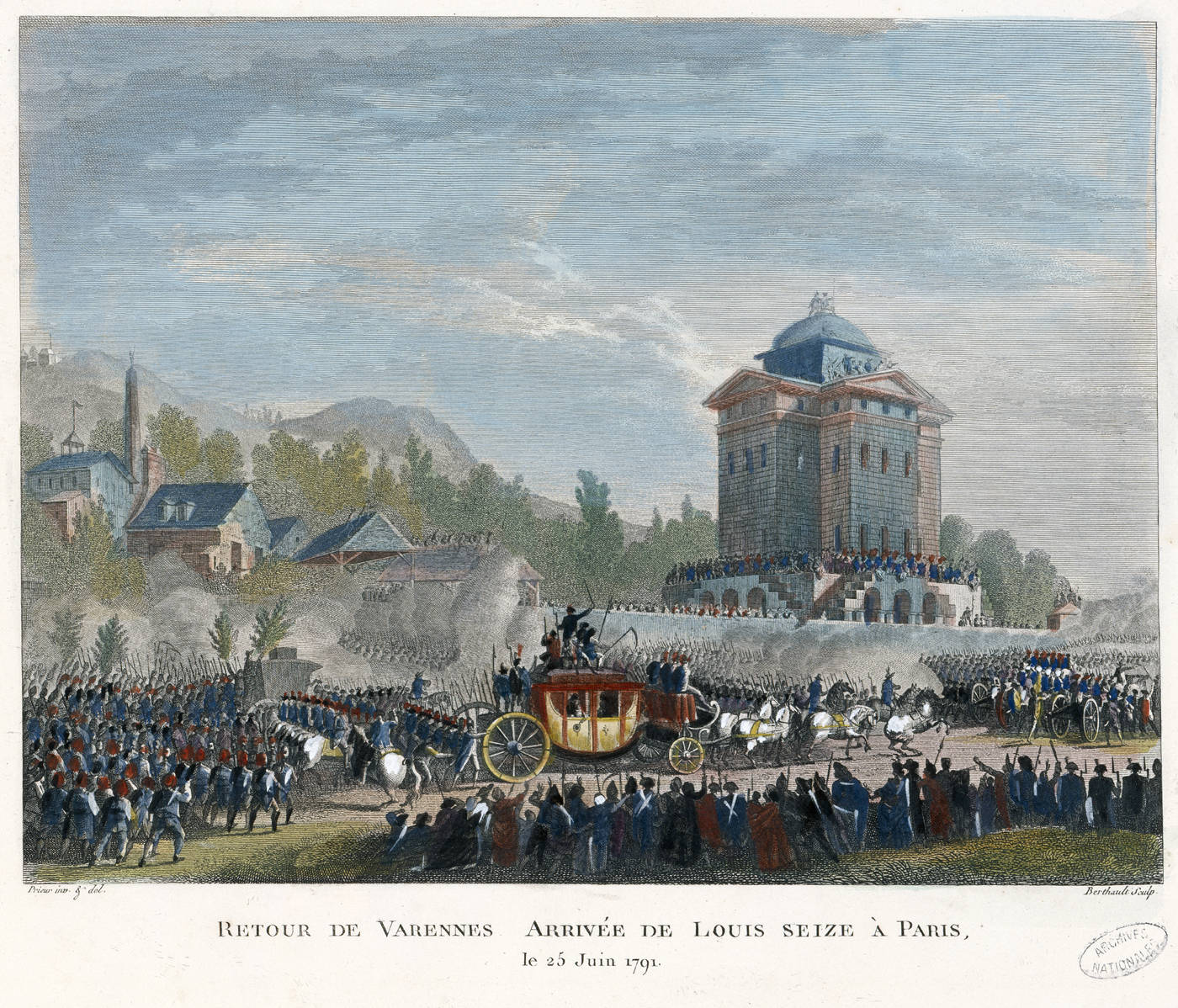
파리로 되돌아온 루이 16세 일가

6월 22일, 의회의 사자 로메이후가 국왕 일가를 투옥하라는 명령서를 가지고 왔다. 모두가 드러난, 루이 16세는 부이예가 구원하러 올 시간을 벌어 보려고 시도했다. 국왕은 피로하기 때문에 파리로 떠날 때까지 2~3시간의 휴식을 원한다고 말했다. 로메이후는 라파예트 부관으로 내심은 왕당파였기 때문에 이것을 받아들였다. 그러나 다른 사자인 바이욘이 거부를 하여 “파리로, 파리로”라고 군중을 부추겼다. 군중 노성과 열기에 공포를 느낀 촌장과 마을 의원, 상점주가 출발을 호소했기 때문에, 국왕도 결국 어쩔 수 없었고, 국왕 일가는 마차 안에 타고 있을 수 밖에 없었다. 마리 앙투아네트는 굴욕으로 입술을 깨물며 입을 닫고 있었다. 불과 반시간 후 부이예 후작이 부대를 데리고 바렌 마을 앞까지 와서 국왕이 이미 굴복한 것을 알게 되었다. 그는 발을 돌려 국경을 넘어 망명했다.
한편, 같은 날 도망간 왕의 동생 프로방스 백작 부부는 같은 시기에 무사히 벨기에에 도착했다. 6월 20일 밤에 프로방스 백작이 동생 루이 16세를 만난 것이 마지막 만남이었다. 그는 2년 후 동생의 죽음과 왕비를 섭정직에서 배제하는 법률에 의해 프랑스의 섭정이 된다.
6월 25일 저녁 7시, 국왕 일가는 튈르리 궁전에 되돌아 왔다. 의회를 대표하는 호위로 바르나브, 페티욘, 모브르 세 의원이 도중에 합류했다. 도중 각지에 “국왕에게 예를 표하는 것은 중형, 국왕을 모욕하는 것은 교수형”이라는 경고 전단이 붙여졌다. 파리는 국왕 일가를 침묵 속에 맞았다. 이후 국왕은 “민중에게는 배신자, 혁명에는 장난감”이 되어 버렸다.

## 영향

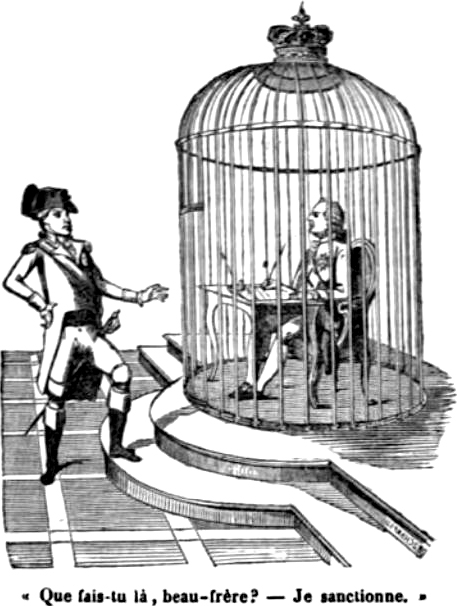
1792년의 풍자화, 레오폴드 2세가 새장에 갖힌 루이 16세에게 "매부여, 서명하는가?"라고 묻고 있다.

이 사건은 프랑스인에게 큰 충격을 주었다. 국왕이 외국 군대를 이끌고 공격해 올 예정이었다는 사실은 입헌군주제의 전제를 근본적으로 뒤흔들었다. 루이 16세는 혁명의 적이요 국가의 적이었을 뿐 아니라, 인민의 신뢰는 크게 손상되었다. 이전까지 국왕을 옹호하던 인민이 비교적 다수를 차지했지만, 이로써 다수가 좌파로 기울어 혁명은 점점 급진화되었다. 라메트와 바르나브는 누군가 국왕을 납치했다고 여론 조작을 시도했다. 입헌군주제를 유지하기 위해 부이예를 주동자로 하는 음모론과 함께 국왕을 피해자로 묘사했다. 이 허위 사실은 바르나브의 웅변 덕에 어느 정도 성공하여 입법 의회가 성립한다.
이 뻔한 거짓말은 좌파의 거센 반발을 불렀다. 이제 혁명은 1789년 수준으로 가라앉을 수 없었다. 샹 드 마르스의 서원은 라파예트의 국민방위대의 발포에 의해 대학살 사건이 되어, 공화주의 선전의 기회를 주었다. 자코뱅파는 분열되어 푀양파가 탈퇴하는 사태가 벌어졌다. 푀양파는 어떻게든 군주제와 혁명을 양립 시키려고 이후에도 고심했으나, 국왕 루이 16세와 마리 앙투아네트가 외세를 끌어들였다는 생각을 버리지 못했고, 결국은 공화국(프랑스 제1공화국)의 수립으로 진행되는 것을 막을 수 없었다.
한편, 탈출을 안내했던 페르센의 주군인 스웨덴 국왕 구스타프 3세는 독일의 아헨에서 페르센의 보고를 기다렸지만, 결국 탈출 성공 소식을 들을 수 없었다. 반대로 국왕 일가의 체포 소식이 도착했기 때문에, 구스타프 3세는 즉시 프랑스 망명 귀족과 “반혁명 십자군”을 편성할 계획을 세웠다. 10월 1일에는 러시아 제국과도 군사 동맹을 체결했지만, 구스타프 3세의 암살로 실현되지는 못했다. 구스타프 3세의 행동은 매우 극단적이었지만, 이후의 대프랑스 동맹의 한 명분이 되었다고 말할 수 있다.
한편 1791년 8월 27일에는 이미 망명에 성공한 아르투아 백작이 신성로마제국 황제 레오폴트 2세와 프로이센 왕 프리드리히 빌헬름 2세를 중재하여 《필니츠 선언》을 했다. 이 선언에서 “필요한 무력을 사용하여 즉시 행동으로 옮긴다”는 내용의 선언은 혁명파에 대한 협박이었다. 사실 국왕 일가의 입장만 더 곤란하게 했을 뿐이었고, 프랑스 혁명 전쟁의 신호탄이 되었다고 말할 수 있다. 왜냐하면 혁명파는 협박에 위축되기는커녕 격분하여 전쟁을 바랐기 때문이다. 그들은 국왕의 단죄를 요구했고, 결국 바렌 사건은 부르봉 왕조의 종말을 고하는 계기가 되었다.

## 같이 보기
- 프랑스 혁명
- 프랑스 혁명 전쟁